# 霊幻道士6 史上最強のキョンシー登場!!
『霊幻道士6 史上最強のキョンシー登場!!』（れいげんどうし6 しじょうさいきょうのキョンシーとうじょう!!、原題：音樂殭屍、英題：The Musical Vampire）は、1992年公開の香港映画。霊幻道士シリーズ6作目。
ラム・チェンインはあまり登場せず香港では3日間で上映打ち切りになっている。

## ストーリー
先生の弟子のアフとアカンは、お互いが選んだキョンシーと金を賭けて戦い、ズルをしたアフが敗れる。3人は旅先で死んだキョンシー達を先導し、故郷へ返す仕事をしていた。アフは先生から頼まれたヤム爺さん（ヤム家の先代）のキョンシーの護送の途中、川で泳ぐ美しい少女チュチュと出会う。夜、盗賊のショウサン達がアフを罠にかけてキョンシーを盗むと、フランス人の博士に届ける。博士は中国のキョンシー、エジプトのミイラ、ヨーロッパのドラキュラの違いを研究している科学者だった。博士は、キョンシーにニンニクの粉末をマムシとスッポンの血で溶かした刺激剤を注入した後、様子を見るためにお札を剥がすと、キョンシーはたちまち凶暴化し、博士と盗賊達を次々と襲った。
アフは町でチュチュに再会し、ちょっかいを出すが、アカンに邪魔され張り倒されてしまう。アフはキョンシーを無事に届けたと先生に嘘をついていたが、ヤン家の使用人ロンの愚痴によってバレてしまい、お仕置きを受ける。先生は遺体の代わりにアフを一時的に埋葬し、あとで本物の遺体とすり替えるように知恵を貸す。ヤム爺さんはチュチュの祖父であり、アカンが道士となり、ヤム爺さんに扮したアフにお清めの儀式を行い埋葬する。
一方、ヤム爺さんのキョンシーは夜な夜な人々を襲っていた。そこにラム道士が現れて戦うが、お札が効かず一時退却する。
ヤム家では墓から遺体がなくなって大騒ぎとなり、同じ頃キョンシーに噛まれた3人の遺体が警察（公安局）に搬送されたことから、隊長は遺体の陸送屋のアフ達を疑い捕らえる。その後、キョンシーから逃げていたショウサンが、キョンシー対策の安全ヘルメットを持って入局するが、見回り中にヘルメットの上から噛まれてしまう。隊長は3日以内にヤム爺さんのキョンシーを見つけることを条件にアフ達を釈放する。
自由になったアフ達の所へ心配したチュチュがやってきた。アフがチュチュを村へ送る途中、昼間にもかかわらずヤム爺さんのキョンシーが現れる。今にも襲われそうになった時、キョンシーが懐中時計のオルゴールの音に反応し、大人しくなった隙に逃げ出す。そこにラム道士が現れ、キョンシーのフリをしながら隙を見て令旗、雷神のお札、八卦鏡、銭剣などの術で攻撃するが全て効かず、水中に退却するしかなかった。
このオルゴールは、生前ヤム爺さんが日本の土産でチュチュに買ってきたものだった。先生達はオルゴールでキョンシーをおびき出し、キョンシーの悪いガスを外に出そうとするが、途中でオルゴールが止まって失敗し、逃げ出す。今度は口笛でオルゴールの曲を吹いてキョンシーをおびき出し、大人しくなった隙に攻撃を仕掛けるが効かず、アフが腕を噛まれてしまう。そこへチュチュがやってきて口笛で注意を逸らし、命からがら逃げ出す。このキョンシーには勝てないと悟り、村から逃げ出そうとするも隊長達に捕まってしまう。3人は磔にされ、銃殺の刑に処されそうになった時、ラム道士が救出に現れて術で隊員や隊長達を操り、村長を説得して3人を釈放してもらう。
ラム道士はチュチュから祖父の生年月日を聞くと、キョンシー退治の解決策を思いつく。二日後の作戦決行の日、ラム道士は天の神、地の神、火の神、水の神、森羅万象の神々の力を借り、ヤムのキョンシーを呼び寄せると、偃月刀で戦いキョンシーの首を切り落とす。しかしキョンシーは死んでおらず、口から吐いた息で吹き飛ばされてしまう。そこに隠れていた先生、アフ、アカン、チュチュが現れて5人で結界を張り、ヤムのキョンシーを動けなくすると、ラム道士が108のツボに次々と針を刺し出した。最後の針を刺し終え、ちょうど月食となった時に術が完成し、ついにキョンシーを倒すことに成功する。
その後、アフ、アカン、チュチュは仲良くアメリカに修行に行ってしまう。それを見た先生とラム道士も、一緒に修行の旅に出ることにするのだった。

## キャスト
| 役名               | 俳優                         | 日本語吹替 |
| ------------------ | ---------------------------- | ---------- |
| ラム道士（林師傅） | ラム・チェンイン（林正英）   | 青野武     |
| チュチュ（珠珠）   | ロレッタ・リー（李麗珍）     | 岡村明美   |
| アフ（阿豪）       | リー・カーシン（李家聲）     | 堀内賢雄   |
| アカン（阿強）     | ホン・ヤンヤン（熊欣欣）     | 鳥海勝美   |
| 先生（麻麻地）     | フォン・ツイファン（馮淬帆） | 石森達幸   |
| 隊長（曹隊長）     | チャーリー・チョウ（曹查理） | 中田和宏   |
| ショウサン（小三） | タイ・ポー（太保）           | 成田剣     |
| ヤム（任天棠）     | ウォン・チーキョン（王志強） | 田口昴     |
| 村長（鎮長）       | 金彪                         | 仲野裕     |
| ロン（阿聾伯）     | ワン・チンホー（王清河）     | 西村知道   |
| 博士               | James M. Crockett            | 伊井篤史   |

## スタッフ
- 製作・監督：トン・ウェイシン（唐偉成）
- 脚本：フォン・ピン
- 撮影：モク・チャクヤン（莫澤仁）
- アクション指導：ブラッキー・フォン（馮克安）

日本語版制作スタッフ
- 演出：松川陸
- 翻訳：久保喜昭
- 調整：長井利親（ニュージャパンスタジオ）
- 制作：吉富孝明、仲田美歩（ニュージャパンフィルム）